# Gustaw Herling-Grudziński

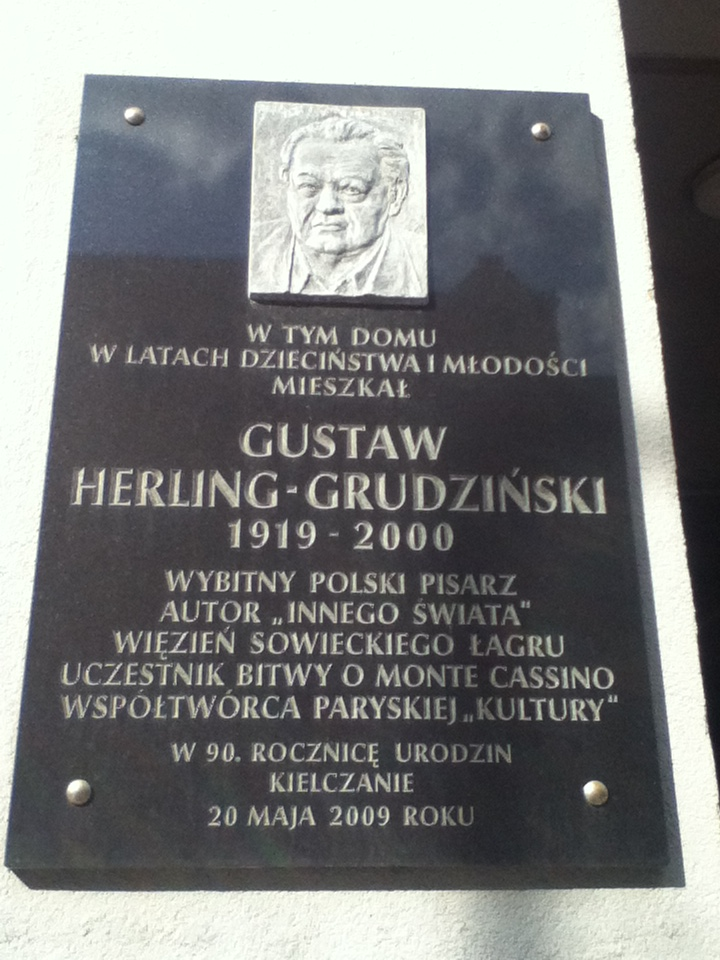
Pamětní deska v jeho rodném městě

Gustaw Herling-Grudziński (20. května 1919, Kielce – 4. července 2000, Neapol) byl polský exilový novinář, spisovatel a také literární kritik, jenž byl ve 40. letech 20. století internován v sovětském gulagu a jenž se stal v roce 1966 spolu s Włodzimierzem Odojewskim a Henrykem Grynbergem jedním z laureátů literární Ceny Kosćielských.

## Život a dílo
Narodil se v rodině židovského původu; posléze studoval krátce polonistiku na univerzitě ve Varšavě. V roce 1940 jej avšak zadržela sovětská NKVD a odsoudila jej k pětiletému trestu odnětí nucených prací. Po dobu zhruba dvou let byl internován v Sovětském svazu, propuštěn byl až v roce 1942, a to na základě tzv. dohody Sikorski – Majski (polsky Układ Sikorski-Majski/rusky Соглашение Сикорского-Майского). Po propuštění se přidal k armádě vedené polským generálem Władysławem Andersem; byl účasten také mj. v bitvě o Monte Cassino (1944).
Jeho první manželkou byla polská umělkyně Krystyna Domańská, po její smrti se následně oženil s Lidií Croce, dcerou italského filozofa Benedetta Croceho.

### České překlady z polštiny
Dle výpisu Národní knihovny České republiky (NK ČR) převedla všechna jeho dosavadní díla, vydaná k roku 2017, z polštiny do češtiny polonistka Helena Stachová.
- Hřbitovní poutník (orig. Błogosławiona, święta a Wędrowiec cmentarny). 1. vyd. Praha; Litomyšl: Paseka, 2010. 80 S. Překlad: Helena Stachová
- Stránky z Deníku psaného v noci (orig. Dziennik pisany nocą 1971-1999 a Biała noc miłosci). 1. vyd. V Praze: Nakladatelství Franze Kafky, 2005. 210 S. Překlad: Helena Stachová
- Benátský portrét a jiné prózy (orig. Opowiadania zebrane). 1. vyd. Praha: Academia, 2004. 339 S. Překlad: Helena Stachová
- Ostrov a jiné prózy (orig. Drugie przyjście). 1. vyd. Praha: Mladá fronta, 2000. 152 S. Překlad: Helena Stachová
- Hodina stínů (orig. Godzina cieni: Eseje).1. vyd. Praha: Torst, 1999. 350 S. Překlad: Helena Stachová
- Deník psaný v noci: 1989-1992 (orig. Dziennik pisany nocą). 1. vyd. Praha: Torst, 1995. 336 S. Překlad: Helena Stachová; Prolog: Francesco M. Cataluccio
- Jiný svět (orig. Inny świat). 1. vyd. Praha: Institut pro středoevropskou kulturu a politiku, 1994. 258 S. Překlad: Helena Stachová

## Ocenění
- 1966 – Cena Kosćielských (polsky Nagroda Kościelskich)[10]